# Pylaisiadelpha rhaphidostegioides
Pylaisiadelpha rhaphidostegioides là một loài rêu trong họ Sematophyllaceae. Loài này được (Cardot) Cardot mô tả khoa học đầu tiên năm 1912.